# Фредерік (Оклахома)
Фредерік (англ. Frederick) — місто (англ. city) в США, в окрузі Тіллман штату Оклахома. Населення — 3468 осіб (2020).

## Географія
Фредерік розташований за координатами 34°21′9″ пн. ш. 98°59′12″ зх. д. / 34.35250° пн. ш. 98.98667° зх. д. (34.352531, -98.986775).  За даними Бюро перепису населення США в 2010 році місто мало площу 12,78 км², з яких 12,76 км² — суходіл та 0,03 км² — водойми.

### Клімат
| Клімат : Фредерік       | Клімат : Фредерік | Клімат : Фредерік | Клімат : Фредерік | Клімат : Фредерік | Клімат : Фредерік | Клімат : Фредерік | Клімат : Фредерік | Клімат : Фредерік | Клімат : Фредерік | Клімат : Фредерік | Клімат : Фредерік | Клімат : Фредерік      | Клімат : Фредерік |
| Показник                | Січ.              | Лют.              | Бер.              | Квіт.             | Трав.             | Черв.             | Лип.              | Серп.             | Вер.              | Жовт.             | Лист.             | Груд.                  | Рік               |
| Абсолютний максимум, °C | 32,2              | 33,9              | 36,7              | 38,3              | 41,7              | 45,6              | 45,6              | 47,2              | 43,9              | 39,4              | 33,9              | 30,0                   | 47,2              |
| Середній максимум, °C   | 11,7              | 15,6              | 20,0              | 27,2              | 28,9              | 33,9              | 36,1              | 36,7              | 32,2              | 26,1              | 18,3              | 12,8                   | 25,0              |
| Середній мінімум, °C    | −1,7              | 0,6               | 3,9               | 9,4               | 14,4              | 19,4              | 21,7              | 21,1              | 17,2              | 11,1              | 4,4               | −0,6                   | 10,1              |
| Абсолютний мінімум, °C  | −22,2             | −20,6             | −16,1             | −5                | 1,7               | 6,1               | 11,1              | 8,9               | 1,1               | −8,3              | −12,8             | {{{Dec record low C}}} | −22,2             |
| Норма опадів, мм        | 28                | 30                | 43                | 66                | 114               | 74                | 56                | 53                | 66                | 76                | 38                | 36                     | 681               |
| Днів з дощем            | 3                 | 3,2               | 4,4               | 5,7               | 7                 | 5,4               | 4,5               | 4,3               | 4,5               | 5                 | 2,9               | 3,5                    | 53,4              |
| Вологість повітря, %    | 74                | 74                | 68                | 63                | 65                | 62                | 57                | 50                | 55                | 62                | 60                | 72                     | 64                |
| ----------------------- | ----------------- | ----------------- | ----------------- | ----------------- | ----------------- | ----------------- | ----------------- | ----------------- | ----------------- | ----------------- | ----------------- | ---------------------- | ----------------- |
| Джерело: weather.com    |                   |                   |                   |                   |                   |                   |                   |                   |                   |                   |                   |                        |                   |

## Демографія
Згідно з переписом 2010 року, у місті мешкало 3940 осіб у 1568 домогосподарствах у складі 1020 родин. Густота населення становила 308 осіб/км².  Було 1981 помешкання (155/км²).
Расовий склад населення:
| - 70,4 % — білих - 9,7 % — чорних або афроамериканців - 3,6 % — корінних американців - 0,3 % — азіатів - 0,1 % — вихідців з тихоокеанських островів - 12,2 % — осіб інших рас |

До двох чи більше рас належало 3,8 %. Частка іспаномовних становила 26,2 % від усіх жителів.
За віковим діапазоном населення розподілялося таким чином: 26,0 % — особи молодші 18 років, 57,0 % — особи у віці 18—64 років, 17,0 % — особи у віці 65 років та старші. Медіана віку мешканця становила 38,8 року. На 100 осіб жіночої статі у місті припадало 95,3 чоловіків;  на 100 жінок у віці від 18 років та старших — 93,1 чоловіків також старших 18 років.
Середній дохід на одне домашнє господарство  становив 44 271 долар США (медіана — 32 215), а середній дохід на одну сім'ю — 51 336 доларів (медіана — 41 154). Медіана доходів становила 35 863 долари для чоловіків та 27 386 доларів для жінок. За межею бідності перебувало 25,6 % осіб, у тому числі 31,4 % дітей у віці до 18 років та 15,8 % осіб у віці 65 років та старших.
Цивільне працевлаштоване населення становило 1534 особи. Основні галузі зайнятості: освіта, охорона здоров'я та соціальна допомога — 22,8 %, виробництво — 13,3 %, роздрібна торгівля — 10,1 %, сільське господарство, лісництво, риболовля — 9,2 %.